# Slovakiske Malmbjerge
De Slovakiske Malmbjerge (slovakisk: Slovenské rudohorie  [ˈSlɔʋɛnskɛː ˈɾudɔɦɔɾɪ̯ɛ], ungarsk: Gömör–Szepesi-érchegység , tysk: Slowakisches Erzgebirge or Zips-Gemer-Erzgebirge er en omfattende bjergrig region i de slovkiske landskaber Spiš - og Gemer og i mindre grad i det nordlige Ungarn inden for Karpaterne. Det er den største bjergkæde i Slovakiet. I det geomorfologiske system tilhører de slovakiske malmbjerge de indre vestlige karpater .
Bjergene grænser op til Zvolen i vest, Košice i øst, floderne Hron og Hornád i nord og Juhoslovenská kotlina og Košice Bassinet (Košická kotlina ) i syd. Regionen omfatterDomicagrotten (jaskyňa Domica), en af de største huler i Europa, Zádiel-kløften og slottet Krásna Hôrka.

## Underinddeling
Geomorfologisk er de slovenske malmbjerge grupperet i de indre vestkarpater . Bjergene har ikke en central højderyg - de består af flere uafhængige sektioner, geomorfologiske regioner:
- Veporbjergene ( Veporské vrchy )
- Spiš-Gemer Karst ( Spišsko-gemerský kras )
- Stolica Mountains ( Stolické vrchy )
- Revúcahøjlandet ( Revúcka vrchovina )
- Volovecbjergene ( Volovské vrchy )
- Black Mountain ( Čierna hora )
- Rožňavabassinet ( Rožňavská kotlina )
- Slovakisk Karst ( Slovenský kras ) og Aggtelek Karst (ungarsk: Aggteleki-karszt ; ligger i det nordlige Ungarn )

## Egenskaber
- højeste top: Stolica, 1.476 moh.
- længde: ca. 140 km
- bredde: ca. 40 km
- område: ca. 4000 km²

Den geomorfologiske struktur er varieret og har krystallinske, mesozoiske og vulkanske klipper.
Området har, som navnet antyder, især i den tidlige moderne periode, været hjemsted for omfattende minedrift.

## Beskyttede områder
I Slovenské rudohorie ligger Muránska planina Nationalpark, Slovakiske Karst Nationalpark og Slovakiske Paradise Nationalpark.